# Plecotus balensis
Plecotus balensis (Kruskop & Lavrenchenko, 2000) è un pipistrello della famiglia dei Vespertilionidi endemico dell'Etiopia.

## Descrizione

### Dimensioni
Pipistrello di piccole dimensioni, con la lunghezza della testa e del corpo tra 45 e 50 mm, la lunghezza dell'avambraccio tra 36 e 41 mm, la lunghezza della coda tra 47 e 55 mm, la lunghezza del piede tra 8 e 9 mm, la lunghezza delle orecchie tra 37 e 40 mm e un peso fino a 8,5 g.

### Aspetto
La pelliccia è lunga e densa. Le parti dorsali sono bruno-rossastre scure con la base dei peli marrone scura e la punta bruno-grigiastra, mentre le parti ventrali sono biancastre o grigio chiare con la base dei peli grigio scura. Il muso è stretto e con delle grosse masse ghiandolari sui lati dietro le narici. Le orecchie sono enormi, ovali, marroni scure o bruno-nerastre, unite sulla fronte da una sottile membrana cutanea. Il trago è lungo circa la metà del padiglione auricolare, affusolato e con l'estremità smussata. Le membrane alari sono marroni scure con le ossa alari bruno-nerastre. La coda è lunga ed inclusa completamente nell'ampio uropatagio, il quale è marrone. Il calcar è lungo. Il cariotipo è 2n=32.

### Ecolocazione
Emette ultrasuoni a bassa intensità probabilmente simili a quelli dell'orecchione comune.

## Biologia

### Alimentazione
Si nutre di insetti catturati al suolo negli spazi aperti attraverso degli appostamenti.

## Distribuzione e habitat
Questa specie è conosciuta soltanto sulla catena delle Montagne di Bale nell'Etiopia centrale. Alcuni individui catturati nello Yemen potrebbero appartenere a questa specie.
Vive nelle foreste umide afro-montane con prevalenza di Schefflera, Hagenia ed Erica arborea tra 2.500 e 3.000 metri di altitudine.

## Conservazione
La IUCN Red List, considerato che si tratta di una specie scoperta recentemente e ci sono ancora poche informazioni circa l'areale, la storia naturale, le minacce e lo stato di conservazione, classifica P.balensis come specie con dati insufficienti (DD).